# Jim Marurai
Jim Marurai (Ivirua, 9 luglio 1947 – Ivirua, 5 novembre 2020) è stato un politico cookese, primo ministro delle Isole Cook dal 14 dicembre 2004 al 29 novembre 2010.

## Biografia
Era originario del villaggio di Ivirua, sull'isola di Mangaia. Frequentò le scuole superiori al Tereora College, sull'isola di Rarotonga dove era noto come Niu World. Si laureò all'Università di Otago, a Dunedin, Nuova Zelanda.
Nel marzo 2020, Marurai scomparve dalla sua casa ma fu trovato dopo due giorni. È morto il 5 novembre 2020, nella sua casa ad Ivirua.

## Carriera
Ricoprì la carica di Primo ministro dal 14 dicembre 2004, quando fu eletto dal Parlamento delle Isole Cook con 14 voti favorevoli e 9 contrari, fino al 29 novembre 2010. È stato membro del Partito Democratico delle Isole Cook (rinominato Partito di Alleanza Democratica tra il 1997 ed il 2003). In seguito a delle dispute interne, lasciò il partito nel 2005, quando fondò il Cook Islands First Party, che governò in coalizione col Cook Islands Party. Questa coalizione in seguito venne meno e ne formò una nuova con i Democratici. Marurai tornò nuovamente nello schieramento dei Democratici prima delle elezioni del 2006, rimanendo primo ministro, senza però diventare leader del partito. Marurai fu in precedenza anche ministro dell'educazione.
Nel 2006 Marurai ebbe un'audizione privata con l'Imperatore del Giappone Akihito nel Palazzo Imperiale di Tokyo nell'ambito del PALM (Pacific Islands Leaders Meeting) 2006, tenutosi ad Okinawa il 26 e 27 maggio.

## Vita privata
La moglie di Marurai, Tuaine Marurai, morì nel settembre 2005 ad Auckland di cancro, a 56 anni, ed è stata seppellita nella sua isola natale, Mangaia.